# Nové Domy (Jívka)

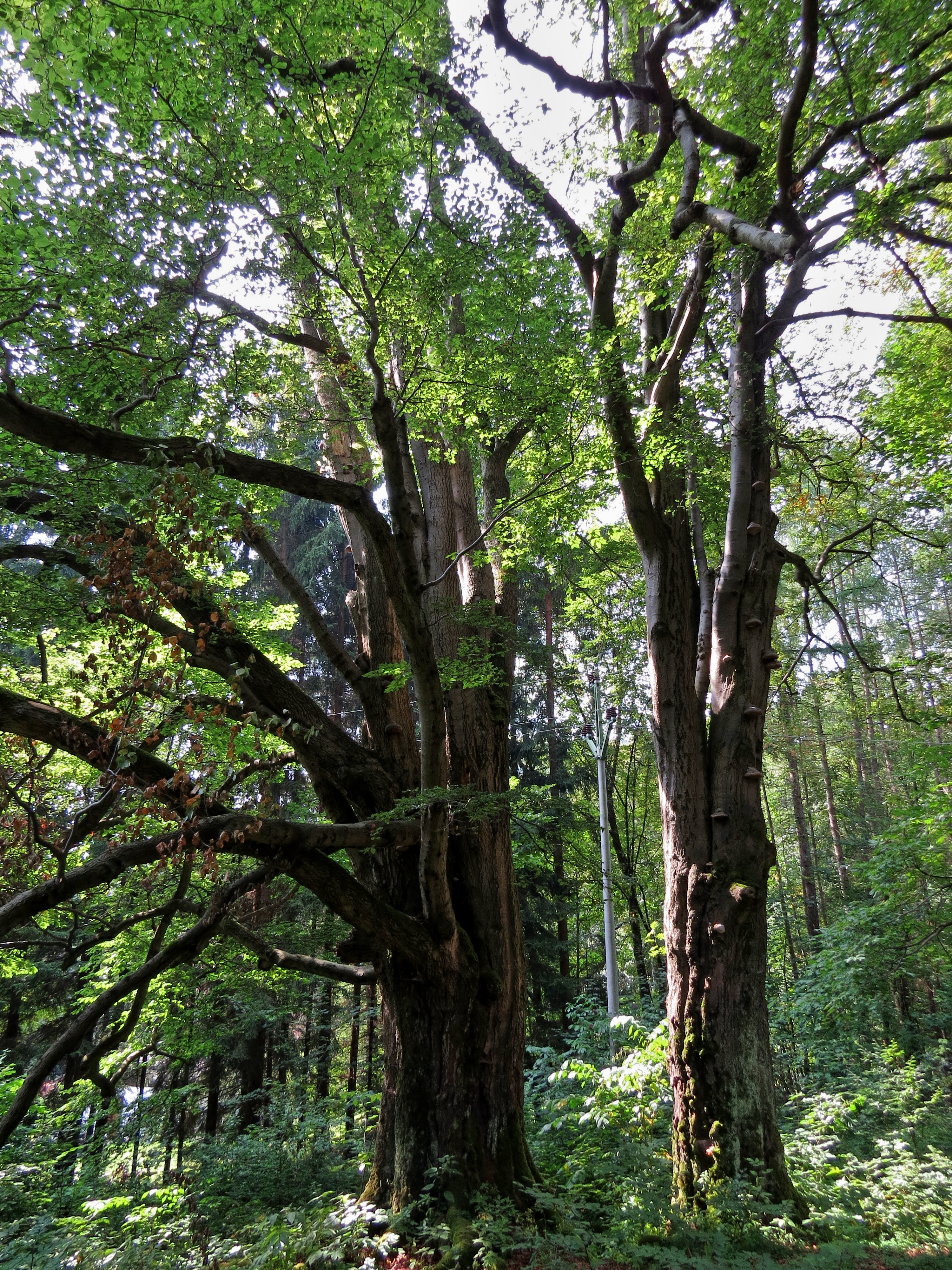
Buchen bei Johnsdorf

Nové Domy (deutsch Neuhaus) ist eine Grundsiedlungseinheit der Gemeinde Jívka in Tschechien. Sie liegt fünf Kilometer südwestlich von Teplice nad Metují und gehört zum Okres Trutnov.

## Geographie
Nové Domy befindet sich im Westen des Braunauer Berglandes zwischen der Adersbach-Weckelsdorfer Felsenplatte und der Závora (Qualischer Riegel). Die Streusiedlung liegt in einem linken Seitental des Dřevíč (Erlitzbach); nach Norden setzt sich Nové Domy auf Janovicer Flur in einem weiteren Seitental in der Siedlung Nové Dvorky fort. Westlich von Nové Domy überquert die Bahnstrecke Trutnov střed–Teplice nad Metují den Qualischer Riegel. Im Norden erheben sich der Strážný vrch (Wachberg, 656 m n.m.), die Liščí hora (Fuchsberg, 710 m n.m.) und der Nad Srázem (Schindelgrube, 738 m n.m.), nordöstlich der Skalní ostrov (720 m n.m.) und der Trojmezí (Dreigrenzer, 739 m n.m.), im Osten die Supí skály (Geiershut, 771 m n.m.) und der Čáp (Storchberg, 786 m n.m.), südöstlich die Teichmannkoppe (696 m n.m.), im Süden der Záhoř (Zahor, 607 m n.m.), südwestlich die Hradiště (Ratschenkoppe, 683 m n.m.) sowie im Westen der Zadní Rač (Hinterratsch, 681 m n.m.) und die Přední Hradiště (Vorderratsch, 710 m n.m.).
Nachbarorte sind Nové Dvorky im Norden, die Wüstungen Záboř und Záboř im Nordosten, Skály im Osten, Studnice im Südosten, Horní Vernéřovice im Süden, Radvanice im Südwesten sowie Janovice im Nordwesten.

## Geschichte
Neuhaus wurde zu Beginn des 19. Jahrhunderts auf Dominikalgrund des dem Bistum Königgrätz gehörigen Gutes Bischofstein angelegt.
Im Jahre 1836 bestand das im Königgrätzer Kreis gelegene Dorf Neuhaus, auch die neuen Häuser genannt, aus 10 zerstreut liegenden Häusern, in denen 59 überwiegend deutschsprachige Personen lebten. Haupterwerbsquelle bildeten die Landwirtschaft und die Handweberei. Pfarrort war Ober Wernersdorf. Bis zur Mitte des 19. Jahrhunderts blieb das Dorf dem Gut Bischofstein untertänig.
Nach der Aufhebung der Patrimonialherrschaften bildete Neuhaus ab 1849 einen Ortsteil der Gemeinde Wernersdorf/Verniřovice im Gerichtsbezirk Politz. 1868 wurde das Dorf dem Bezirk Braunau zugeordnet. Nach der Auflösung der Gemeinde Wernersdorf gehörte Neuhaus seit den 1870er Jahren als Ortsteil zur Gemeinde Ober-Wernersdorf. 1894 wurde das Dorf Teil des neu gebildeten Gerichtsbezirkes Wekelsdorf. Von 1939 bis 1945 gehörte es zum deutschen Landkreis Braunau.
Nach dem Zweiten Weltkrieg kam Nové Domy zur Tschechoslowakei zurück und die deutschen Bewohner wurden vertrieben. Im Zuge der Gemeindegebietsreform von 1960 wurde Nové Domy nach der Aufhebung des Okres Broumov dem Okres Trutnov zugeordnet. Horní Vernéřovice mit seinen Ortsteilen Dolní Vernéřovice, Nové Domy und Studnice wurde 1964 nach Jívka eingemeindet, 1980 verlor das Dorf den Status eines Ortsteils.

## Ortsgliederung
Die Grundsiedlungseinheit Nové Domy ist Teil des Katastralbezirkes Horní Vernéřovice.

## Sehenswürdigkeiten
- Buky u Janovic, zwei mächtige Buchen von 33 bzw. 29 m Höhe sowie Stammumfängen von 4,7 bzw. 3,7 m, unterhalb des Johnsdorfer Hegerhauses am westlichen Ortsrand von Nové Domy. Sie haben ein Alter von 140 Jahren und sind seit 2001 als Baumdenkmal geschützt[4]